# بطولة ويمبلدون 1903
قائمة ببطولات ويمبلدون لسنة 1903:

## فردي رجال
لورنس دوهيرتي هزم  فرانك رايسيلي. النتيجة: 7-5 6-3 6-0

## فردي سيدات
دوروثيا دوجلاس هزمت  إيثيل تومسن. النتيجة: 4-6, 6-4, 6-2